# Гнилець (потік)
Гнилець (пол. Hnołec) — гірська річка в Україні, у Верховинському районі Івано-Франківської області на Гуцульщині. Права притока Чорного Черемошу, (басейн Дунаю).

## Опис
Довжина потоку приблизнл 5,81 км, найкоротша відстань між витоком і гирлом — 5,00  км, коефіцієнт звивистості потоку — 1,16. Потік тече у гірському масиві Покутсько-Буковинських Карпатах (зовнішня смуга Українських Карпат).

## Розташування
Бере початок на північно-західних схилах гори Скупова (1579,3 м). Тече переважно на північний захід через урочище Стримкі понад горою Малий Гнилець (1163,7 м) і у селі Зелене впадає у річку Чорний Черемош, ліву притоку Черемошу.

## Цікавий факт
- На гірський потік розповсюджується Літологія і золотоносність.